# تالش‌لار
تالش‌لار (به لاتین: Talışlar) یک منطقهٔ مسکونی در جمهوری آذربایجان است که در شهرستان آغ‌دام واقع شده‌است.